# 本川公眾洗手間
本川公眾洗手間是一座位於日本廣島縣廣島市中區土橋町的公廁設施。該設施是該市現存的被爆建築物之一，亦是唯一被列入「被爆建築名錄」的公共廁所建築物。該設施座落於舊太田川（本川）沿岸，正對廣島和平紀念公園對岸。

## 概要
關於本廁所的建築年代與施工者，目前皆無確切記錄。建築為鋼筋混凝土結構，面積約11.57平方公尺。它距離原子彈爆心地約480-500公尺處。被認為於1930年代初期建造。
根據記載，在描繪原爆情景的畫作中，亦有被爆者在災後赤裸著身體聚集於此尋求水源，有的在洗手台飲水後不幸身亡的描繪。
至1965年，已有紀錄顯示此建築為市政府所有。然而，長期以來並未被視為被爆建築。其後於1989年曾進行過包括磁磚更換與外牆重新塗裝等整修工程。直到2015年，市民團體「思考小型被爆建築之會」透過美軍拍攝的影像中發現與該建築相似的結構，因而展開調查，此範圍包含1939年拍攝的本川右岸照片確認，以及發現建築整修前磁磚具有單向溶解垂流的痕跡，被認為可能是遭受原爆熱線熔融所致，因而向廣島市提出將其登錄為被爆建築的申請。同年12月，廣島市正式將本川公廁登錄為被爆建築。
國土交通省於2011年擬定太田川水系的河川整備計畫，作為防範高潮與洪水的對策，部分地區已開始施作。2017年9月，公廁附近的護岸工程尚未確定施作期間與具體工程內容。對於施工可能產生的影響，國土交通省太田川河川事務所於2017年9月表示：「須經過設計階段才能判斷是否會有影響」，並指出未來可能會要求管理單位進行遷移或暫時移動等措施。，當前該建築仍保持原地使用。

## 另見
- 本川橋（日语：本川橋）

## 外部連結
- 本川公眾洗手間在廣島市政府的資訊